# Ålsta by, Järfälla kommun

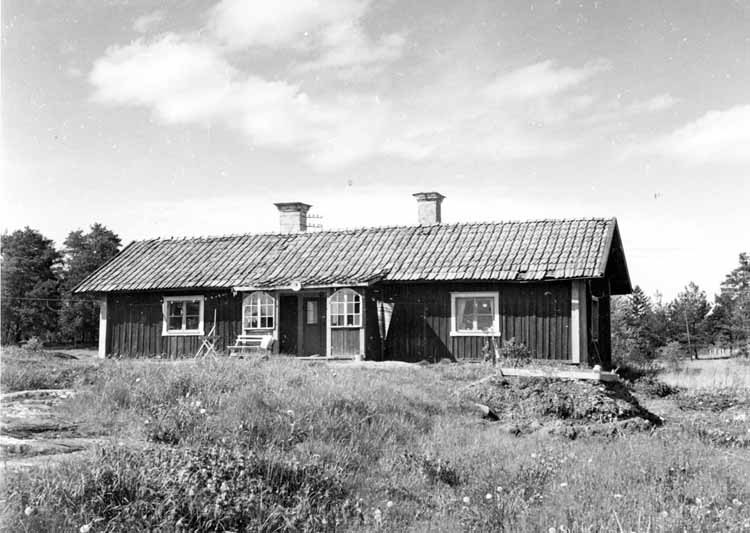
Huvudbyggnaden vid Ålsta gård, 1952. Huvudbyggnaden och ladan brändes ned i början av 1960-talet.

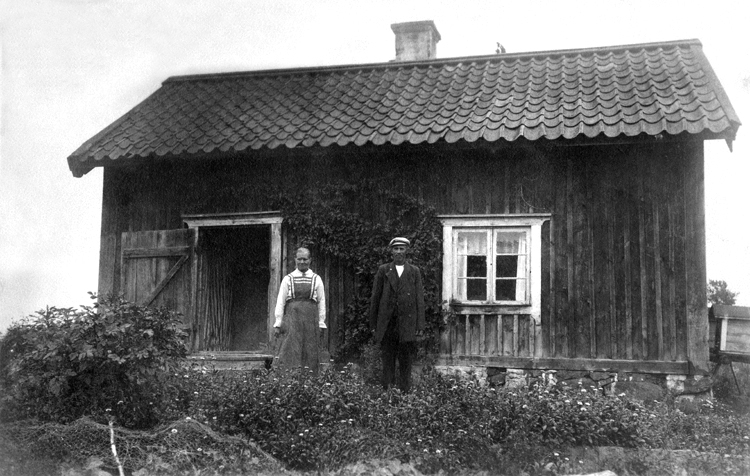
Ålsta båtsmanstorp i början av 1900-talet.

Ålsta by i Järfälla kommun, Stockholms län, var en by, som från och med 1845 brukades under Säby gård i Järfälla socken. Ålsta bytomt låg på nuvarande Järvafältet i Järfälla öster om flottiljområdet inom det gamla F8-området. I början av 1960-talet brändes huvudbyggnaden och den då kvarvarande ladan ned. Flera husgrunder samt syrenbuskar och fruktträd återstår idag. Den husgrund, som finns bevarad efter Kronogårdens stora lada, är den bäst bevarade grunden. Den gamla byvägen, som löper genom Ålsta hage syns också tydligt.
Bytomten ligger till största del inom det som idag kallas för Ålsta hage. År 1347 var den tidigast omnämnda brukaren nämndeman och han hette Eskil. På en av gårdarna bodde på 1680-talet Sollentuna härads länsman, de tre andra gårdarna låg under Säby säteri. 1705 övergick bostället till häradsskrivaren. Säbys ägare bytte till sig gården 1727 och den lades under säteriet. Alla fyra gårdarna brukades som självständiga enheter av olika arrendebönder fram till 1845. I mitten av 1800-talet bodde statare och tjänstefolk från Säby gård i Ålsta by. Ålsta ingick i den mark som inköptes av militären 1915.
Det är inte klarlagt när de tre frälsegårdarna försvann, men troligen skedde det under loppet av 1800-talet. Cirkeln sluts 1915, då Kronan köpte Järvafältet för att anlägga ett militärt övningsfält där. Gården arrenderades ut igen, då den åter hamnade i Kronans ägo. Jordbruket upphörde först 1949. Spår av kanonvärn på Ålstahöjden syns fortfarande på Järvafältet. Det var luftvärnsställningar, som byggdes under andra världskriget av sten och betong för att skydda personal och material. I Järfälla togs de flesta anläggningarna bort 2009-2011, eftersom de inte längre användes och med tanke på skaderisker. De tre största anläggningarna är cirkelformade pjäsvärn, avsedda för luftvärnskanoner och de fem mindre har använts för uppställning av eldledningsinstrument till luftvärnskanonerna.

## Namnet
Namnändelsen -sta i Ålsta antyder ett förhistoriskt ursprung och i närheten finns ett gravfält. Rötterna för Ålsta sträcker sig således långt tillbaka i tiden. På 1930- och 1940-talen undersöktes gravfältet till stora delar av arkeologer, när Svea flygflottilj, F8 Barkarby, byggdes upp.

## Förhistoriska fynd

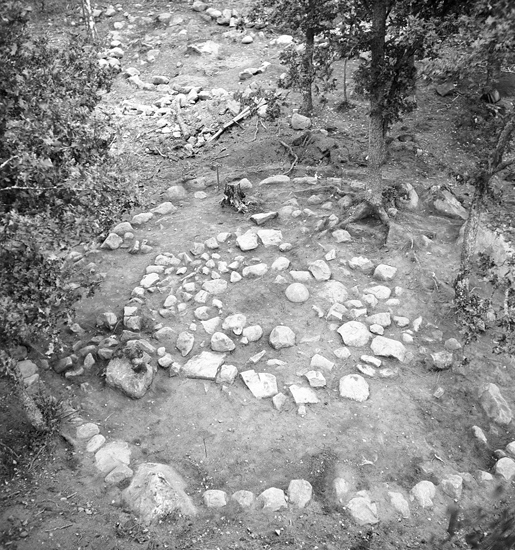
Ålsta gård, Järfälla kommun, utgrävning av grav på Järvafältet 1937.

Man har hittat exklusiva fynd under Ålstas jord. Bland de mest anmärkningsvärda fynden, som gjordes av arkeologerna på 1930- och 1940-talen var glasfragment, som kan dateras till 800- och 900-talen e.Kr. Glasfragmenten härrör från glasbägare, som tillverkats i Egypten, enligt experterna. Järfällas centrala förhistoriska bygd utbreder sig söder och sydöst om Säbysjön. Det finns gravar och andra anläggningar från bronsåldern och framåt. Dessa visar att området varit bebyggt under lång tid.

## Fornminnesinventeringen 1980
Bebyggelselämningar inom ett område om ca 245 x 25–100 m, bestående av fem husgrunder, källare och en terrass, finns enligt fornminnesinventeringen 1980. Grunden efter bostadshuset markeras av enstaka grundstenar samt högar av tegel, jord och sten. Ladans grund är tydlig, 28 x 7 m och markerad av grundstenar. Källaren är av kallmurad gråsten 7 x 7 m och 1 m hög. Terrassen är av jord 13 x 13 m, och intill 0,8 m hög i södra nedre kanten. På platsen växer fruktträd, bärbuskar, syrenhäck och nyponbuskar.

## Historik
Där en numera övergiven by har legat i historisk tid är en bytomt, medan en boplats är en förhistorisk boplats. Man brukar säga att gränsen mellan förhistorisk och historisk tid går vid 1050 e.Kr., när vikingatiden går mot sitt slut och medeltiden tar slut.
Ålsta nämns första gången 1347, då nämndemannen Eskil i Ålsta undertecknade ett fastebrev. I fastebrevet skrivs gårdsnamnet "(in) olastum". Ålsta är en by på fyra gårdar, vilket framgår av de äldsta jordeböckerna från 1530-talet. Ålsta by var därmed en av Järfällas största byar. Tre gårdar är frälsegårdar, som ägdes av olika adliga släkter. Den fjärde gården är kyrkohemman och i kyrkans ägo. Kyrkans egendomar drogs in till staten (Kronan) och det omvandlades till ett kronohemman genom Gustav Vasas kyrkoreduktion. Alla de fyra gårdarna arrenderas ut till bönder som brukade jorden.

## 1600-talet

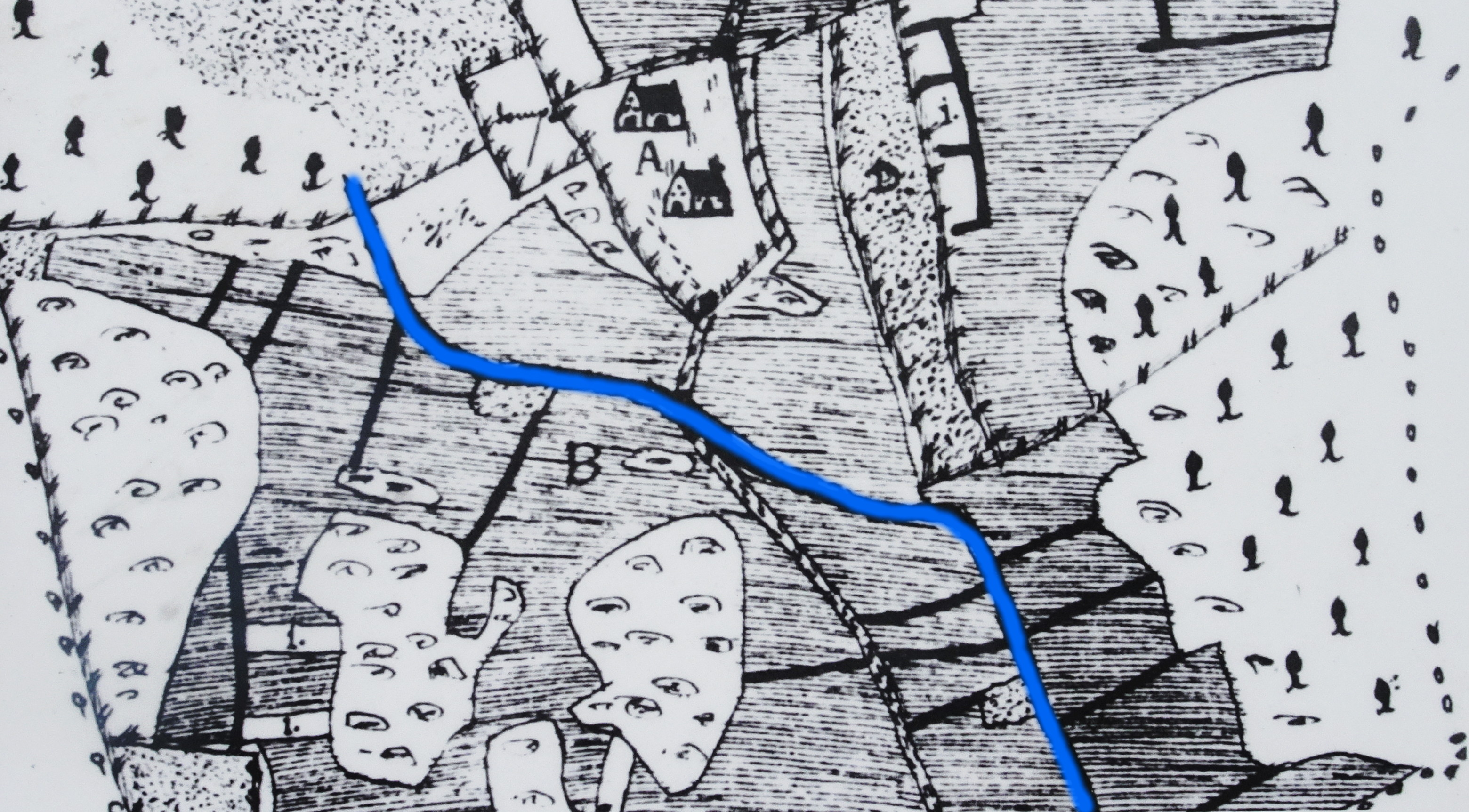
Del av karta över Sten och Yttersten by av Thomas Christiernsson från 1636.

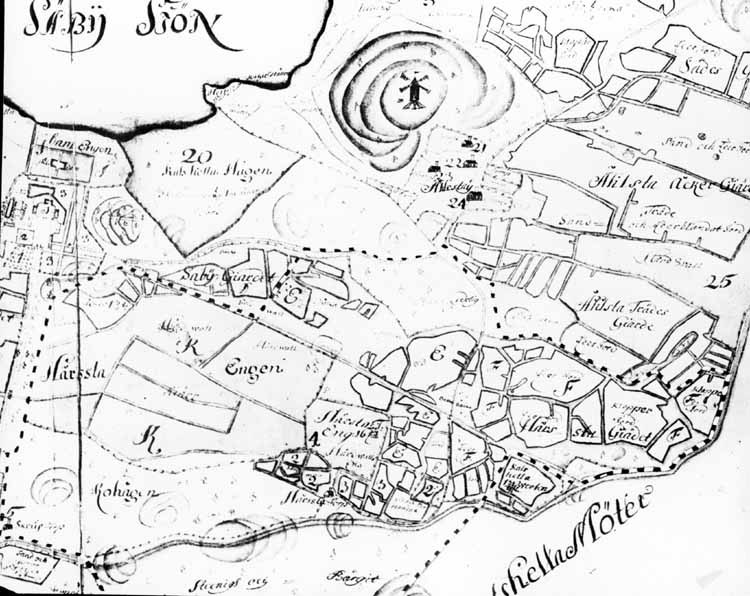
Herresta gård 1686, del av karta över Säby gård, Molnsättra gård och Ålsta av lantmätaren Peter Brodthagen (död 1710). Beteckningen på den gård som vi i dagligt tal enbart brukar kalla Säby var tidigare Herrestad eller Säby.

Vid 1600-talets mitt hade Schering Rosenhane förvärvat all jord i Ålsta by, med undantag av kronohemmanet, som ägdes av Bonde-ätten och senare kom i Brita Cruus (1641–1716) ägo. Hon var änka efter Jakob Lilliehöök. De rosenhanska gårdarna låg alla under Schering Rosenhanes säteri Säby och de ärvdes efter hans död av sonen Fredrik Rosenhane.

## 1700-talet
Vid kartläggningen 1723 namngavs de fyra gårdarna som Kronogården, Mellangården, Uppgården och Södergården. Fältmarskalken Carl Gustaf Dücker, ägaren av Säby gård, köpte år 1727 även Kronogården. Sedan tidigare ägde han de tre andra gårdarna. På en karta från 1723 ser man gårdarnas placering. Kronogården, Mellangården och Uppgården låg i Ålsta hage. Längst i söder, invid gravfältet, låg Södergården, som namnet antyder. På kartan från 1723 finns Ålsta gravfält utsatt som "ättebackar" och nordöst om byn ligger Ålsta kvarn samt en mjölnarbostad.
Några torp som låg under Säby gård, men inte längre finns kvar, var förutom Ålsta by Håga by, Håga båtsmanstorp och Herrestads torp. Däremot tillhörde det näraliggande Sten och Yttersten by Hägerstalunds gård. Söder om Säby gård låg gården Kalvshälla. Namnet dyker upp i skriftliga källor redan 1347. Kalvshällas ägare sålde gården till den ovannämnde fältmarskalken Carl Gustaf Dücker på Säby på 1720-talet. Samma släkt som tidigare ägde gården fortsatte en tid att bruka den. Efterhand upphörde det självständiga jordbruket och gårdens bebyggelse försvann i slutet av 1800-talet. Norr om Kalvshälla gård låg ett dragontorp. Den förste ryttaren bodde på torpet från 1751. Den sista torpstugan brändes ner i början av 1970-talet. Den medeltida gården Kalvshälla och sedermera byns historia går tillbaka till järnåldern. Kalvshällas båda gårdar kallades Övergården och Nedergården och var i bruk fram till mitten av 1850-talet. Några år senare kom de åter i bruk då tjänstefolk inhystes i Kalvshälla, men 1872 övergavs de för gott. Byn låg på en kulle strax väster om vad som idag är Barkarby flygfält.
Inom Järvafältets naturreservat finns några av Säbys torp finns bevarade, till exempel torpet Tåglöt (1589), torpet Björnmyra (1728) och torpet Granskog (1589). 

## 1800-talet
Allt jordbruk lades under Säby i mitten av 1800-talet. På Ålsta bodde istället statare och tjänstefolk från Säby. Det är inte klarlagt när de tre frälsegårdarna försvann, men detta skedde troligen under loppet av 1800-talet.
Fram till 1806 brukades de fyra gårdarna var för sig. Bruket av Uppgården och Mellangården slogs samman detta år och dessa brukades tillsammans till 1844 och därefter lades dessa gårdar under Säby. Södergården brukades fortfarande självständigt, men 1831 låg den under Säby en tid. Sedan arrenderades Södergården ut tillsammans med Kronogården. Från och med 1845 brukades hela Ålsta by under Säby. Härefter bodde, som ovan nämnts, statdrängar och tjänstefolk under Säby. I församlingsboken skrevs vid 1800-talets slut åter torpare i Ålsta. Torparna brukade då viss jord självständigt.

## 1900-talet

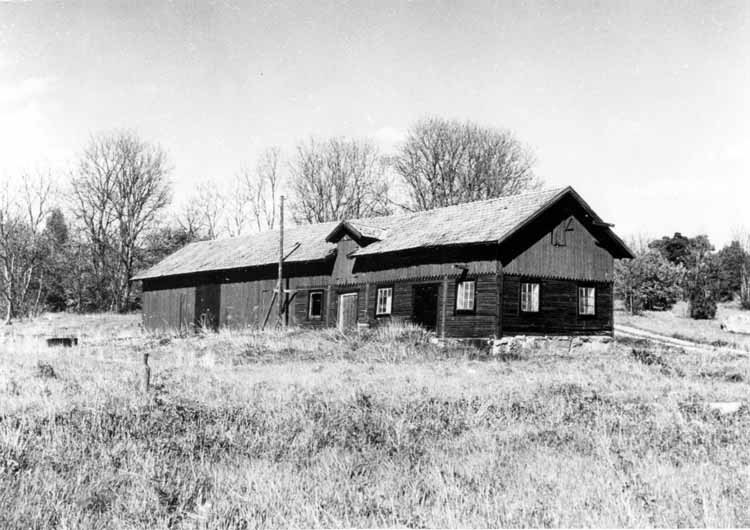
Uthusbyggnad tillhörande Ålsta med ladugård, stall och loge, 1952. Ladugården brändes ned i början av 1960-talet.

År 1905 blev hela Järvafältet ett militärt övningsfält. 1915 köpte Kungl. Maj:t och Kronan både Säby gård och Ålsta by. Därefter bodde kronoarrendatorer på Ålsta. Den siste arrendatorn var Erland Byhlén, som bodde där till 1949, då jordbruket upphörde.
När det militära övningsområdet bildades på Järvafältet 1915 kom Säby gård i Kungl. Maj:ts ägo. För att anlägga ett militärt övningsfält köpte Kronan Kronogården 1915, och då hamnade gården åter i Kronans ägo och arrenderades ut. Den militära verksamheten på Järvafältet började avvecklas 1960 och stora delar av Järvafältet bebyggdes. Men alla byggplaner fullföljdes inte. Sollentunas del av Järvafältet förblev obebyggd. Tack vare att området på Järvafältet var avstängt för allmänheten fram till 1962 bevarades de gamla gårdarna och deras historiska omgivningar. 1970 köptes Säby gård med mark och byggnader av Järfälla kommun, där Ålsta bys mark ingick. Sedan 1987 ingår området i naturreservatet Västra Järva, Järvafältets naturreservat. Alla byggnader vid Ålsta byplats är borta, men de senaste fanns kvar till i början av 1960-talet. Då brändes huvudbyggnaden och den kvarvarande ladan ned.

## Ålsta båtsmanstorp

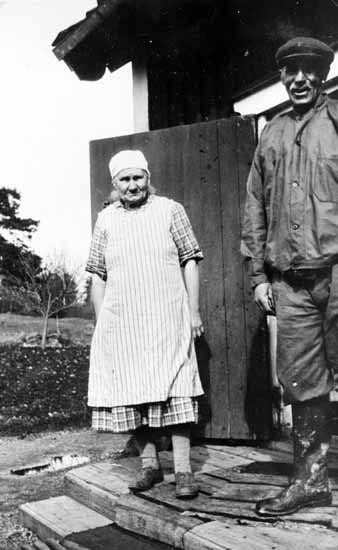
Ålsta båtsmanstorp med torpare, mars 1938.

Ålsta båtsmanstorp låg cirka 400 meter nordnordöst om Ålsta bytomt. Båtsmannen i Ålsta, John Mattsson, nämns vid vintertinget 1676 som vittne i ett mål, där bonden Per Jöransson i Ålsta angklagar mjölnaren i byn för att ha överfallit honom i julhelgen. Båtsmännen i Ålsta bar senare i regel namnet Åhlberg och hade nr 51. Den siste båtsmannen hette Wilhelm Jansson Åhlberg. Han kom från Danderyd 1867 och bodde på Ålsta till sin död 1904, fastän han ej var i tjänst de sista åren. Därefter är båtsmanstorpet bebott, mest av torpare, fram till 1943, varefter det skrevs ner.

## Ålsta kvarn
Ålsta kvarn låg cirka 200 meter nordnordöst om själva byplatsen vid Ålsta by. Mjölnaren i Ålsta upptas första gången i mantalslängden 1665 och han heter Jöran Andersson. I mantalslängden upptas en mjölnare vid Ålsta sista gången 1778, då står väderkvarnsmjölnaren Mats Ersson skriven här. Men i jordeböckerna upptas en Ålsta väderkvarn betydligt längre. Det står dock uttryckligen noterat, först i jordeboken 1825, att denna Ålsta kvarn nu ligger på Stens ägor och inte på sin gamla plats vid Ålsta by. Det är emellertid troligt att kvarnen vid Ålsta lades ned redan i början av 1780-talet, eftersom ingen mjölnare då togs upp vid Ålsta i mantalslängderna. Från och med 1804 skrivs inte heller någon mjölnare vid Ålsta i husförhörslängden. Från och med 1810 upptas i mantalslängderna en kvarn på Stens ägor nära Ålsta-gränsen tillsammans med Stens vattenkvarn och som kallas Ålsta väderkvarn är således inte identisk med den gamla Ålsta kvarn.